# Stenodryas ventralis
Stenodryas ventralis är en skalbaggsart som först beskrevs av Charles Joseph Gahan 1906. Stenodryas ventralis ingår i släktet Stenodryas och familjen långhorningar.
Artens utbredningsområde är Myanmar. Inga underarter finns listade i Catalogue of Life.